# Степановка (Криничанский район)
Степановка (укр. Степанівка) — село,
Новосёловский сельский совет,
Криничанский район,
Днепропетровская область,
Украина.
Код КОАТУУ — 1222084506. Население по переписи 2001 года составляло 434 человека.

## Географическое положение
Село Степановка находится на правом берегу реки Мокрая Сура,
выше по течению на расстоянии в 1 км расположено село Барвинок,
ниже по течению на расстоянии в 0,5 км расположено село Зелёный Кут,
на противоположном берегу — село Новосёловка.
Вдоль русла реки сделано несколько прудов.